# Stosunek masowy
Stosunek masowy – stosunek pomiędzy masami atomowymi danych pierwiastków chemicznych pomnożonymi przez liczbę atomów danego pierwiastka w związku chemicznym.
Przykładowo dla dwutlenku węgla (CO
2) stosunek masowy węgla do tlenu wynosi:
{\displaystyle {\frac {M_{C}}{M_{O}}}={\frac {12\mathrm {\ } u}{2\cdot 16\mathrm {\ } u}}={\frac {3}{8}}}